# Intolerance
Intolerance je němý film z roku 1916, který režíroval americký režisér D. W. Griffith.
Režisérovým záměrem v tomto filmu bylo postavit vedle sebe čtyři příběhy z různých událostí a různých čtyřech období, které by ilustrovaly „boj lásky v průběhu věků“: pád starověkého Babylónu, ukřižování Krista, Bartolomějská noc a kontrast společenských tříd v (z tehdejšího pohledu) soudobých Spojených státech. Jejich společným tématem je netolerance mezi lidmi.
Tyto události nejsou (jak bylo do té doby zvyklé) vyprávěny postupně - Griffith přeskakuje z jednoho příběhu do druhého a často rovněž jsou napínavé střihy uvnitř jednotlivých částí. Po Zrození národa (1915), v jehož stínu Intolerance tak trochu stojí, jde o Griffithův druhý celovečerní film s paralelní střihovou montáží. Griffith, průkopník střihové skladby, na těchto dvou filmech praktikuje postupy, které jsou až o dekádu později rozváděny jinými režisérskými individualitami světové kinematografie.
Film se ve své době, ač byl později označován za revoluční snímek v dějinách kinematografie, nebyl úspěšný. Do tohoto projektu s bezprecedentní filmovou výpravou bylo ve své době investováno okolo dvou miliónů dolarů, ale náklady se nikdy nevrátily.
Snímek byl pro snazší pochopení a menší náklady rozdělen na dvě části: Pád Babylonu a Matka a zákon.
Natáčení Intolerance bylo samo předmětem jiného filmu – dramatu režisérů Paola a Vittoria Tavianiových Good morning Babilonia (z r. 1987) o italských štukatérech podílejících se na tvorbě monumentálních kulis Intolerance.